# Ogcodes nigritarsis
Ogcodes nigritarsis este o specie de muște din genul Ogcodes, familia Acroceridae. A fost descrisă pentru prima dată de Tokuichi Shiraki în anul 1932. Conform Catalogue of Life specia Ogcodes nigritarsis nu are subspecii cunoscute.